# Anna Leuhusen

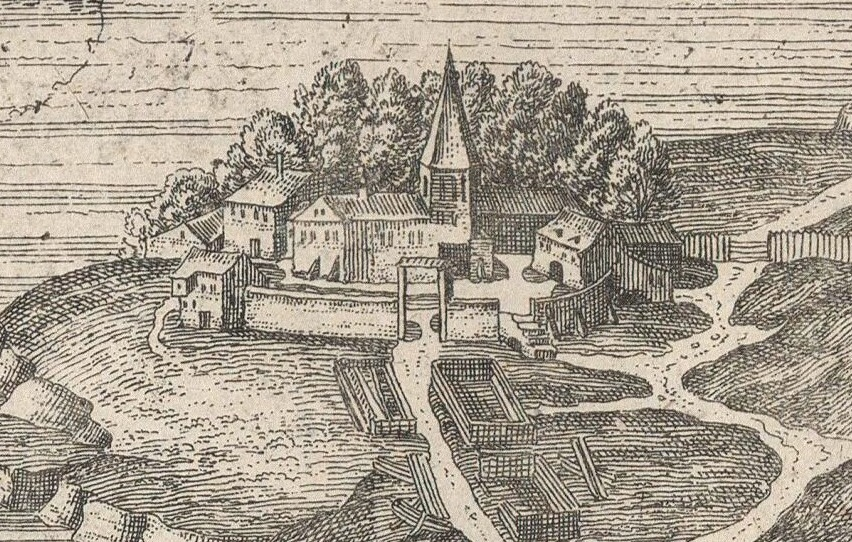
Priorato de Santa Clara

Anna Rheinholdsdotter Leuhusen (fallecida hacia 1554) fue abadesa del Priorato de Santa Clara en Estocolmo. Se dio a conocer por su participación en la Guerra de Liberación sueca entre Suecia y Dinamarca en la década de 1520.

## Antecedentes
Anna Leuhusen fue hija de Reinhold Leuhusen, comerciante de Estocolmo, y hermana de Martin Leuhusen, que figura como miembro del consejo municipal de 1521; Martin Leuhusen era un ferviente católico que no se convirtió hasta 1536. Su hermana estaba casada con el coronel danés Gregorius Holst. Se desconoce el año de su nacimiento. Anna Leuhusen ingresó en la Abadía de Santa Clara como miembro de la orden de Santa Clara de Asís. Fue nombrada abadesa en algún momento antes de 1508 ya que este año apeló a la ciudad en busca de ayuda económica en su calidad de abadesa.

## Actuación durante la guerra
Durante este periodo, Suecia y Dinamarca, unidas formalmente a través de la Unión de Kalmar, se vieron envueltas en diversos enfrentamientos bélicos que acabaron desembocando en la Guerra de Liberación sueca. En 1520, la ciudad de Estocolmo fue sitiada y tomada por los daneses tras la derrota de Cristina Gyllenstierna. Poco después, sin embargo, el resto de Suecia se rebeló y, en 1522, la ciudad fue sitiada por los suecos al mando de Gustav Vasa. Durante el asedio, el priorato de Santa Clara fue utilizado como vía de escape por quienes deseaban unirse a los suecos fuera de la ciudad, tanto comerciantes como cortesanos.
Leuhusen era una danesa leal y, según la leyenda, responsable de la traición de varias de estas personas. Durante el día, hacía señales colgando un paño blanco por la ventana y, durante la noche, una lámpara en la parte del convento que daba a la ciudad, para indicar a los daneses que había refugiados en el edificio. Cuando salían del convento camino del exterior de la ciudad, eran apresados y ejecutados por los daneses por traición. Lo hacía en colaboración con su cuñado, el alcalde danés leal de Estocolmo. 

## Vida posterior
En junio de 1523, los suecos retomaron Estocolmo y la convirtieron en la capital de su Reino independiente de Suecia. En 1525, Elin Thomasdotter sustituyó a Anna Leuhusen como abadesa. El priorato de Santa Clara fue uno de los primeros conventos disueltos durante la Reforma sueca de 1527. A ello contribuyeron los actos de Anna Leuhusen durante la guerra, por los que el rey se sintió traicionado. A la exabadesa Anna Leuhusen y al resto de las monjas se les permitió establecerse en la abadía de los Frailes Grises, que los monjes habían dejado vacía al abandonar el lugar, donde trabajaron como enfermeras el resto de sus vidas.
Se sabe que Anna Leuhusen guardaba una de las posesiones más preciadas del convento. La princesa Richenza de Suecia había ingresado en ella cuando se fundó la abadía en 1288 y se convirtió en su abadesa en 1335. Richenza poseía una cadena de oro que las abadesas de la abadía utilizaron durante siglos. Anna Leuhusen conservó esta cadena cuando se disolvió la abadía y se la regaló a su familia.
Anna Leuhusen todavía vivía en 1550. Se cree que murió alrededor de 1554.